# Square du Palais-Galliera
Le square du Palais-Galliera, parfois appelé square Brignole-Galliera, est un espace vert du 16e arrondissement de Paris dans le quartier Gaillon.

## Situation et accès
Le square est accessible par le 10, avenue Pierre-Ier-de-Serbie.
Il est desservi par la ligne 9 aux stations Iéna et Alma - Marceau.

## Origine du nom
Il tient son nom en raison de la proximité du palais Galliera, dont il est le jardin arrière, ainsi que de la rue de Galliera et de la rue Maria-Brignole, deux voies nommées en mémoire de la philanthrope italienne Maria Brignole Sale De Ferrari.

## Historique

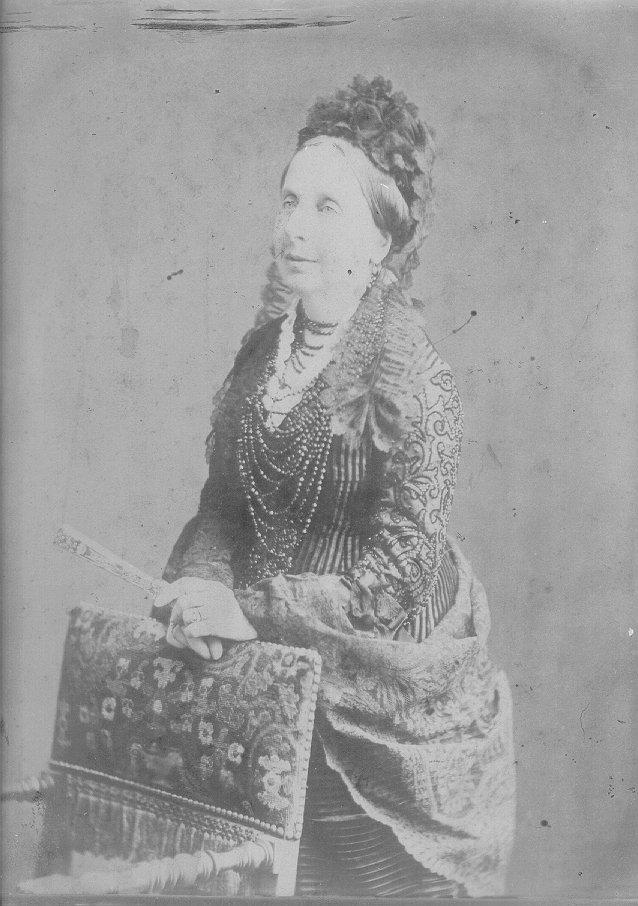
Maria Brignole-Sale (1811-1888).

Ce square a été, comme le palais Galliera, donné à la Ville de Paris par la duchesse de Galliera, Maria Brignole-Sale De Ferrari en 1878. Il s'ouvre sur la place de Tokyo et l'avenue du Président-Wilson.

## Aménagements
On y trouve :

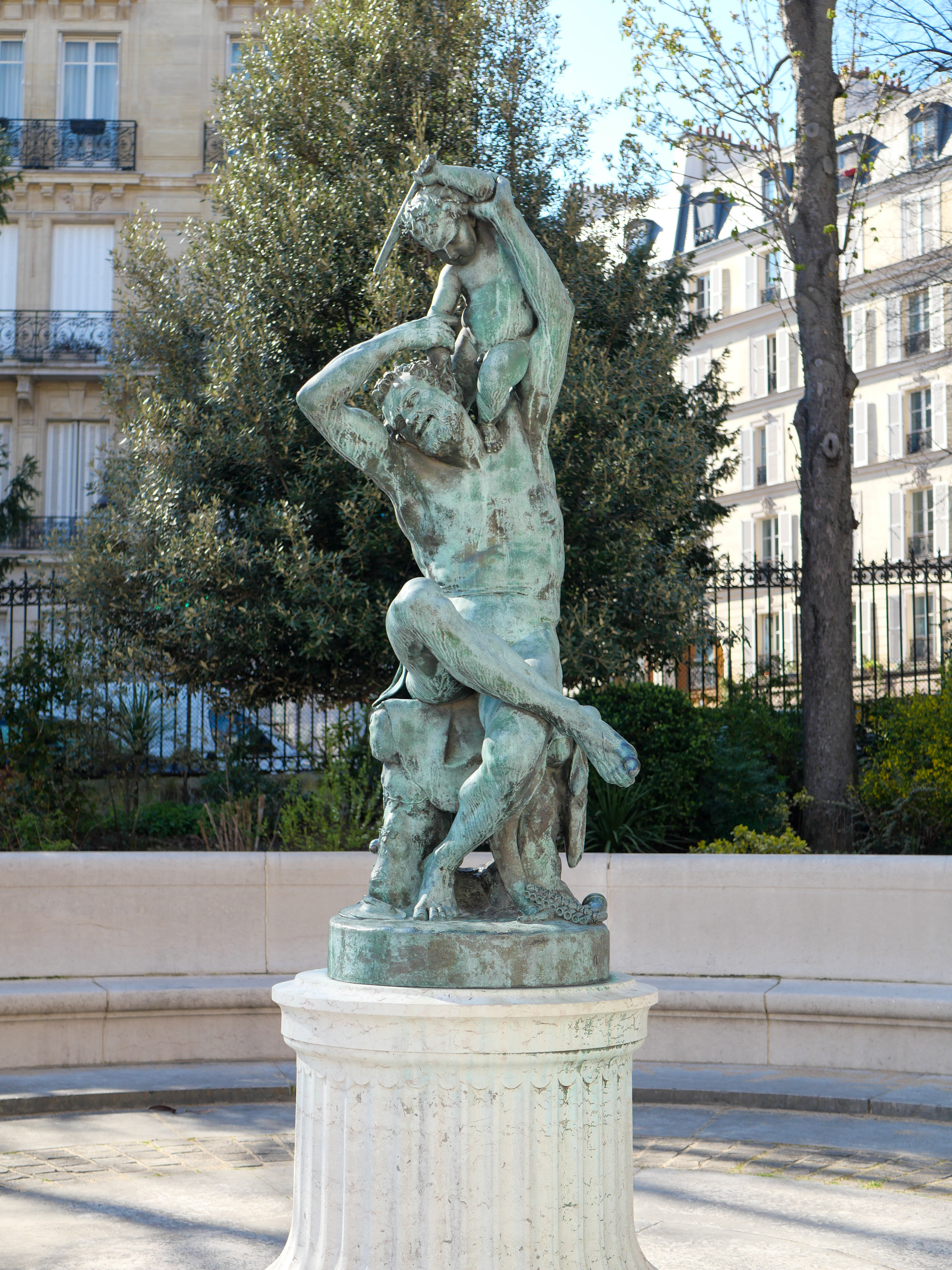
L'Enfance de Bacchus de Jean-Joseph Perraud.

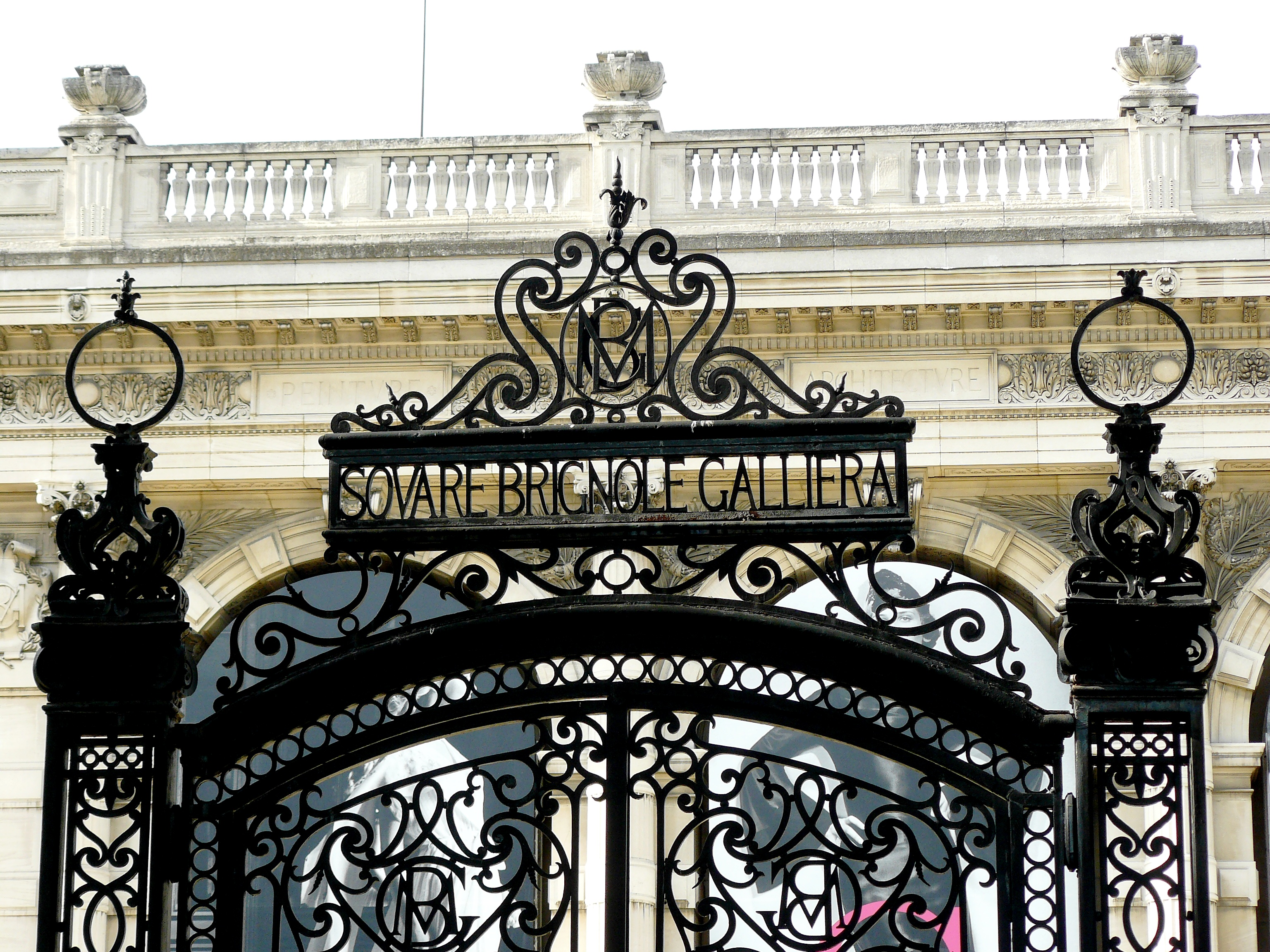
La grille d'entrée.

- une fontaine, la fontaine de l'Avril avec, en son centre, une statue sur un pylône par Pierre Roche, installée en 1916. Le pylône porte les mots suivants : « Il est gentil le mois d'avril qui n'ait son chapeau au grésil. » ;
- L'Enfance de Bacchus, groupe en bronze (1857), dû à Jean-Joseph Perraud ;
- Le Dieu Pan et un tigre, bronze de Just Becquet (1899), dédié « À la mémoire de François Rude » ;
- Protection et Avenir, groupe en marbre d'Honoré Picard[1] (sous le péristyle) ;
- Au soir de la vie, calcaire de Gustave Michel (1901) (sous le péristyle).

À l'été 2021, en partenariat avec l'Institut Goethe et la mairie du 16e arrondissement, le square accueille l'œuvre Parasol de l'artiste allemande Ayzit Bostan. Elle rejoint ensuite la Pinacothèque de Munich et Bordeaux, les deux villes étant jumelées,,.